# Šenov (Ostrava városi járás)
Šenov település Csehországban, Ostrava városi járásban. Šenov Petřvald, Havířov, Václavovice, Vratimov és Ostrava településekkel határos. Lakosainak száma 6585 fő (2024. január 1.).

## Népesség
A település lakosságának változását az alábbi diagram mutatja:
| Lakosok száma | 1915 | 2970 | 3489 | 4772 | 5465 | 6013 | 6314 | 6400 | 6278 | 6585 |
|               | 1869 | 1900 | 1921 | 1961 | 1980 | 2011 | 2016 | 2019 | 2021 | 2024 |